# Гоща (Малопольское воеводство)
Го́ща (пол.  Goszcza) — деревня в Польше в сельской гмине Коцмыжув-Любожица Краковского повета Малопольского воеводства

## География
Деревня располагается в 20 км от административного центра воеводства города Краков около железнодорожной дороги Краков-Варшава.
В 1975—1998 годах деревня входила в состав Краковского воеводства.

## Население
По состоянию на 2010 год в селе проживало 523 человека.
| 2010 | 2013 |
| ---- | ---- |
| 523  | 569  |

| Перепись  | Всего   | Всего | Женщины | Женщины | Мужчины | Мужчины |
| --------- | ------- | ----- | ------- | ------- | ------- | ------- |
| Единицы   | человек | %     | человек | %       | человек | %       |
| Население | 569     | 100   | 275     |         | 294     |         |

## Достопримечательности
Памятники культуры Малопольского воеводства:
- Церковь святого Лаврентия;
- Приходское и воинское кладбище
- Усадьба в Гоще.